# Tân Đông Hiệp
Tân Đông Hiệp là một phường thuộc Thành phố Hồ Chí Minh, Việt Nam.

## Địa lý
Phường Tân Đông Hiệp có vị trí địa lý:
- Phía đông giáp phường Bình An
- Phía đông bắc giáp tỉnh Đồng Nai
- Phía tây giáp thành phố Thuận An
- Phía nam giáp phường Dĩ An và phường Đông Hòa
- Phía bắc giáp phường Tân Bình.

Phường Tân Đông Hiệp có diện tích 13,96 km², dân số năm 2021 là 101.320 người mật độ dân số đạt 7.258 người/km².

## Lịch sử
Trước đây, Tân Đông Hiệp là một xã thuộc huyện Dĩ An, tỉnh Bình Dương.
Ngày 23 tháng 7 năm 1999, Chính phủ Nghị định số 58/1999/NĐ-CP. Theo đó, điều chỉnh 101 ha diện tích tự nhiên và 2.780 người của xã Tân Đông Hiệp về thị trấn Dĩ An quản lý.
Sau khi điều chỉnh địa giới hành chính, xã Tân Đông Hiệp còn lại 1.192 ha diện tích tự nhiên và 15.940 người.
Ngày 13 tháng 1 năm 2011, Chính phủ ban hành Nghị quyết số 04/NQ-CP về việc thành lập hai thị xã Dĩ An và Thuận An thuộc tỉnh Bình Dương. Theo đó, thành lập phường Tân Đông Hiệp thuộc thị xã Dĩ An trên cơ sở toàn bộ diện tích và dân số của xã Tân Đông Hiệp.
Sau khi thành lập, phường Tân Đông Hiệp có 1.412 ha diện tích tự nhiên, dân số là 64.747 người.

## Hành chính
Phường Tân Đông Hiệp được chia thành 9 khu phố: Đông Tác, Đông Chiêu, Đông Chiêu A, Chiêu Liêu, Chiêu Liêu A, Đông Thành, Tân Long, Đông An, Tân An.